# Gabriella Cristiani
Pour les articles homonymes, voir Cristiani.

Gabriella Cristiani est une monteuse et une réalisatrice italienne née le 22 mai 1949  à Foggia (Pouilles, Italie).

## Biographie
Gabriella Cristiani commence sa carrière comme chanteuse et comme actrice avant de se tourner vers le montage de films. Elle commence comme assistante monteuse auprès de Franco Arcalli, pendant 7 ans puis travaille notamment sur plusieurs films de Bernardo Bertolucci.
Elle vit désormais à Los Angeles, où elle est une membre actif de la branche locale du COM.IT.ES. (Comitato degli Italiani all'Estero, comité des Italiens à l'étranger).

## Filmographie (sélection)

### Comme monteuse
- 1972 : Le Dernier Tango à Paris (Ultimo tango a Parigi) de Bernardo Bertolucci
- 1976 : 1900 (Novecento) de Bernardo Bertolucci
- 1976 : Berlinguer ti voglio bene de Giuseppe Bertolucci et Roberto Benigni
- 1979 : La luna de Bernardo Bertolucci
- 1981 : La Tragédie d'un homme ridicule (La tragedia di un uomo ridicolo) de Bernardo Bertolucci
- 1987 : Le Dernier Empereur (L'ultimo imperatore) de Bernardo Bertolucci
- 1990 : Un thé au Sahara (The Sheltering Sky) de Bernardo Bertolucci
- 1999 : Ladies Room de Gabriella Cristiani
- 2006 : Esther, reine de Perse (One Night with the King) de Michael O. Sajbel
- 2010 : Kandahar d'Andreï Kavoune
- 2012 : Match d'Andreï Maliukov

### comme réalisatrice
- 1999 : Ladies Room

## Distinctions
- 1995 : Commandeur de l'Ordre du Mérite de la République italienne[1].

### Récompenses
- Oscars 1988 : Oscar du meilleur montage pour Le Dernier Empereur
- David di Donatello 1988 : David di Donatello du meilleur monteur pour Le Dernier Empereur

### Nominations
- BAFTA 1989 : British Academy Film Award du meilleur montage pour Le Dernier Empereur